# Paracaesio xanthura
Paracaesio xanthura is een straalvinnige vis uit de familie van snappers (Lutjanidae) en behoort derhalve tot de orde van baarsachtigen (Perciformes). De vis kan een lengte bereiken van 50 cm. 

## Leefomgeving
Paracaesio xanthura is een zoutwatervis. De vis prefereert een tropisch klimaat en heeft zich verspreid over de Grote en Indische Oceaan. De diepteverspreiding is 5 tot 150 m onder het wateroppervlak. 

## Relatie tot de mens
Paracaesio xanthura is voor de visserij van aanzienlijk commercieel belang. In de hengelsport wordt er weinig op de vis gejaagd. 